# Resolució 242 del Consell de Seguretat de les Nacions Unides
La Resolució 242 del Consell de Seguretat de les Nacions Unides, aprovada per unanimitat el 22 de novembre de 1967 a conseqüència de la Guerra dels Sis Dies. La resolució va ser afavorida per l'ambaixador britànic Lord Caradon i va ser adoptada en el marc del Capítol VI de la Carta de les Nacions Unides.
El preàmbul d'aquesta resolució es refereix a la "inadmissibilitat de l'adquisició de territori per mitjà de la guerra" i a "la necessitat de treballar per una pau justa i duradora, en la qual tots els Estats de la zona puguin viure amb seguretat".
El primer paràgraf "afirma que el acatament dels principis de la Carta de les Nacions Unides requereix que s'estableixi una pau justa i duradora a Orient Mitjà, la qual inclogui l'aplicació dels dos principis següents:
(i) Retirada de les forces armades israelianes de territoris que van ocupar durant el recent conflicte;
(ii) Terminació de totes les situacions de bel·ligerància o al·legacions de la seva existència, i respecte i reconeixement de la sobirania, integritat territorial i independència política de tots els Estats de la zona i del seu dret a viure en pau dins de fronteres segures i reconegudes i lliures d'amenaces o actes de força."
Egipte, Jordània, Israel i Líban es van adherir a les consultes amb el representant especial de les Nacions Unides sobre la implementació de la resolució 242. Després de denunciar-la en 1967, Síria va acceptar "condicionalment" la resolució al març de 1972. Síria va acceptar formalment la Resolució 338 del Consell de Seguretat de les Nacions Unides, l'alto el foc i el final de la Guerra del Yom Kippur (en 1973), que va abraçar la resolució 242.
L'1 de maig de 1968 l'ambaixador israelià davant les Nacions Unides va expressar la posició d'Israel davant el Consell de Seguretat: "El meu govern ha expressat la seva acceptació de la resolució del Consell de Seguretat per promoure l'acord sobre l'establiment d'una pau justa i duradora. També estic autoritzat a reafirmar que estem disposats a buscar un acord amb cada Estat àrab sobre tots els assumptes inclosos en aquesta resolució ".
El setembre de 1993, l'OAP va acordar que les Resolucions 242 i 338 haurien de ser la base de les negociacions amb Israel quan es va signar la Declaració de Principis.
La Resolució 242 ha estat una de les més àmpliament acceptades (encara que discutida en els seus abastos) en el marc del conflicte àrab-israelià, i va servir de base per a posteriors negociacions entre les parts, aplanant el camí als tractats de pau entre Israel i Egipte (1979), Jordània (1994), així com els acords amb els palestins de 1993.